# 398188 Agni
398188 Agni este o planetă minoră (asteroid potențial periculos⁠(d)), cu un diametru de 0,462 km, din Asteroid Aten. A fost descoperită pe 3 iunie 2010 la Wide-field Infrared Survey Explorer⁠(d) de Wide-field Infrared Survey Explorer⁠(d) și a fost numită după Agni. 
Obiectul prezintă o orbită caracterizată de o semiaxă mare de 0,86445528249572 UA, o excentricitate de 0,27, o înclinație de 13,2 ° în raport cu ecliptica.